# Beauty in Chains
Beauty in Chains er en amerikansk stumfilm fra 1918 af Elsie Jane Wilson.

## Medvirkende
- Emory Johnson som Pepe Rey Don Jose
- Ruby Lafayette som Doña Perfecta
- Ella Hall som Rosarita
- Winter Hall som Don Cayetano
- Maxfield Stanley som Jacinto